# 拉格朗日島
拉格朗日島（Lagrange Island），是南極洲的島嶼，位於阿黛利地，處於穆斯角以北3公里，在1951年由法國探險隊繪入地圖，以該國數學家約瑟夫·拉格朗日命名，現時由南極條約體系管理。